# ミッキー・カーチス
ミッキー・カーチス（Mickey Curtis、1938年7月23日 - ）は、日本のミュージシャン、ロック歌手、音楽プロデューサー、ハーモニカ奏者、俳優。東京府東京市赤坂区（現在の東京都港区）生まれ。植木等の死去後、所属しているワタナベエンターテインメントでは最古参の部類に入るタレントである。
出生名はマイケル・ブライアン・カーチス（Michael Brian Curtis）、帰化後の本名は加千須 ブライアン（かちす ブライアン）、作詞家としては川路 美樹（かわじ みき）、レーサーとしてはブライアン・カーチス、落語家としてはミッキー亭 カーチス、華道家としては加千須 岩水（かちす がんすい）を名乗る。主演作品である『ロボジー』出演時に使用した五十嵐 信次郎（いがらし しんじろう）は、出生名が英語であり、また、ハーフであることから戦時中に非国民とされ、いじめを受け、日本語の名前と日本人に憧れて子供の頃に作ったもの。キャロル、ガロ、荒木一郎をプロデュースし、所属事務所によれば「5か国語が堪能」で、趣味もハーモニカ、宇宙研究、ピラミッド・パワー研究と多彩である。

## 来歴

### 生い立ち
日英混血のバーナード三浦と、日英混血の百合子（リリー）・ブライアンの長男として生まれ、生後まもなく兵庫県神戸市の父方の祖母三浦レオニー（日本におけるイギリス刺繍の第一人者。昭和48年度神戸市文化賞受賞）に預けられる。父方の祖父の三浦昇三は鉄道省国際観光局による観光通訳案内業試験の第1回合格者で、英作家サマセット・モーム、英俳優ノエル・カワード、のちのオランダ女王ベアトリックス王女、ベルギー国王ボードゥアン1世、元米大統領夫人エレノア・ルーズベルトらの通訳を務めた。
1942年、第二次世界大戦中に父や母や姉とともに中華民国の上海に渡り、共同租界で生活。戦時中、実父が失踪してしまったため、イギリス国籍の義父を迎える。1945年秋に母や姉や義父とともに日本へ帰国、東京荻窪の母方の親戚宅に身を寄せる。1946年、東京千歳烏山に転居。以後、長く千歳烏山に住む。
1950年、和光学園小学校の5年生に編入学。和光高等学校在学中、1955年頃、ティーブ・釜萢が校長を務めた「日本ジャズ学校」に通う。1958年、成城大学文芸学部文芸学科映画科に入学するも、のち中退。大学時代の同級生に大林宣彦がいた。

### 「ロカビリー3人男」
戦後は日本の占領に当たった連合国の一員であるアメリカ軍をはじめとした連合国軍兵士のキャンプ廻りや、朝鮮戦争に出征するイギリス軍などの国連軍兵士の慰問を行った。
その後、徐々に音楽活動が認められロカビリー歌手として1958年から始まった日劇ウェスタンカーニバルに出演。当時は平尾昌晃、山下敬二郎と共に「ロカビリー3人男」として高い人気を誇る。1960年には第11回NHK紅白歌合戦に出場。この第11回紅白はラジオ中継の音声が現存し、2004年にもカーチスの歌の音声がNHKのラジオ番組で紹介されている。

### 多彩な活躍
この頃より歌手としての活動以外に、俳優、タレントとしても活躍しており、その頃は共演者でもあった雪村いづみとのロマンスなども話題となり婚約まで交わしたのちに破局。1962年に『ザ・ヒットパレード』（フジテレビ）の初代司会者として共演した縁で芳村真理と結婚、1児をもうけたものの、1964年にわずか2年弱で離婚している。
デビュー当時に担当していたバック・バンドはロカビリーバンドのクレイジー・ウエスト（メンバーに加藤茶も在籍していた）であったが、1963年頃にはバック・バンドを再編し「ミッキーカーティスとシティ・クロウズ」を結成し、ラウンジ・ジャズなどを演奏しアルバム・レコードを発表した。
1966年にはヴァンヂャケット提供のテレビ音楽番組「VAN MUSIC BREAK」とのタイアップでメンバーチェンジとバンド名を「バンガーズ」に変更し東アジアを渡辺貞夫らと演奏旅行する様子が放送され、その後香港、バンコクにて長期滞在の演奏活動を行い、1967年に一時帰国後メンバーを刷新し「ミッキーカーチス&サムライ（当初はミッキー・カーチスとザ・サムライズ）」を結成し、レコード用の録音を終えるとただちにヨーロッパへ旅立ち音楽ツアーや長期公演で、ライブ活動のほか、西ドイツで二枚組アルバム・レコードを製作、イタリア、イギリスでシングル・レコードを発表し1970年に帰国後アルバム収録と短い期間公演活動を行い解散。
村井邦彦らとマッシュルーム・レコード創立に参画し音楽プロデューサーとして、合歓ポピュラ－フェスティバルのイベントで自作の曲『地球最後の日』が作曲賞を受賞。ガロや小坂忠、矢沢永吉のいたキャロル等を担当する。また、1973年には左とん平の楽曲『とん平のヘイ・ユウ・ブルース』をプロデュースした。

### 俳優・落語家
歌手活動にとどまらず、俳優として、『野火』、『独立愚連隊』、『スワロウテイル』、『お墓がない!』、『死に花』など、多数の映画に出演。特に岡本喜八の監督作品では、1作目の『結婚のすべて』（1958年）以来の常連俳優であった。学生時代からの付き合いで、大林宣彦とも関わりがあった。1960年代中盤から1980年代中盤ごろまで出演が途切れていたが、これについてプロデューサーが金を持ち逃げしてギャラを払ってもらえないなど、嘘つきが多い映画界が嫌になっていたと述べている。幅広いジャンルで活躍中で、「いつの時代でも若者の味方」というイメージが強く、『スワロウテイル』などで、それを不動のものとした。現在は、本人も、「そういう役柄ばっかだよ」と語るほど浸透している。2013年10月には、Dステ14th「十二夜」に、サー・トービー・ベルチ役で出演。特撮作品で特殊な役を演じることもあったが、カーチスは子供向けだからとジャンルで選り好みすることはなく、スケジュールさえあえば出演していると述べている。
また、立川流落語会家元・立川談志との出会いにより、落語家「ミッキー亭カーチス」として「立川一門会」Bコースでは1998年に真打昇進している。元々、学生時代は、学校をサボって寄席通いするほど落語好きで、単位が足りなくなったときも一席やって教師から単位を貰えるほどだったという。

### 趣味
趣味は多く、射撃、モータースポーツ、オートバイ、宇宙研究から彫金、最近は養蜂を手掛けるなど幅広い。1960年代には元祖「タレントレーサー」としていすゞ自動車とワークス契約を結んだこともあり、1980年代には東京都目黒区にオートバイショップ「ブライアン・カーチス」を開いていたこともある。

## 所属事務所経歴
アクターズプロモーションを経てワタナベエンターテインメントに所属。

## 家族
両親共に日本人とイギリス人のハーフ。
1962年に芳村真理と結婚したが1964年に離婚。芳村との間に授かった息子は元歌手の大伴修。
1971年にタレントの西野美代子（ミカカーチス）と再婚するが、2002年、長い離婚訴訟の末に離婚した。西野との間に授かった長男が元ミュージシャンでいしだ壱成らとバンドを組んでいた加千須ユージン（邑壬カーチス）。次男のトム・カーチスはベーシスト。
2008年1月下旬に、33歳年下のピアノ講師と再々婚した。
2022年10月より北海道名寄市在住。

## 出演

### テレビドラマ
- 悪魔のようなすてきな奴 （1964年 NET / 東映）- 金ちゃん 役
- 月曜ワイド劇場『妻の三つの顔』（1984年 テレビ朝日）
- 火曜サスペンス劇場（日本テレビ）
  - 聖夜に愛が死んだ（1984年）- 島岡哲雄 役
  - 軽井沢ミステリー1 待っていた女（2001年）- 野上岩夫 役
  - 弁護士・高林鮎子31・寝台特急トワイライトエクスプレスの罠（2003年） - タケさん 役
- ただいま絶好調! 第10話「影武者」（1985年 テレビ朝日 / 石原プロモーション）
- メタルヒーローシリーズ（テレビ朝日）
  - 時空戦士スピルバン （1986年） - ギローチン皇帝 役[3]
  - 世界忍者戦ジライヤ 第36話「闇に光る黒猫の目！怪盗デビルキャッツ」（1988年） - 闇忍 デビルキャッツ 役[3]
- 美少女仮面ポワトリン　第24話「シュミット将軍の店」（1990年、フジテレビ） - シュミット将軍 役[3]
- 東京龍 TOKYO DRAGON（1997年8月25日 - 28日、NHK BS） - 黒田茂丸 役
- ドンウォリー!（1998年、関西テレビ）
- バーチャルガール 第3話「推定20億の名画に隠された父子絶縁の謎」（2000年、日本テレビ）
- 三つのお願い （2000年8月、毎日放送）
- 演技者。『錦鯉』（2002年、フジテレビ）
- 連続テレビ小説『てるてる家族』（2003年 - 2004年、NHK）
- 森村誠一サスペンス 棟居刑事シリーズ4「復讐」（2004年） - 武庫川乱魚 役
- 月曜ミステリー劇場『捜し屋★諸星光介が走る!』（2005年、TBS） - 大沼役
- アキハバラ@DEEP（2006年、TBS）- 半沢航役
- 忠臣蔵 瑤泉院の陰謀（2007年、テレビ東京） - 原惣右衛門
- MAGISTER NEGI MAGI 魔法先生ネギま!（2007年、テレビ東京） - メルディアナ魔法学校長 役
- ハリ系（2007年、日本テレビ） - 耳田ハリ造 役
- ケータイ捜査官7（2008年 テレビ東京） - 水戸幸平 役
- ホカベン 第2話（2008年4月、日本テレビ） - ゲスト役
- Room Of King（2008年10月 - 12月、フジテレビ） - 伊集院松 役
- 結党!老人党（2009年8月9日、WOWOW） - 田辺シゲル 役
- 任侠ヘルパー（2009年8月13日、フジテレビ） - 風間寛 役
- 25分 私が初めて創ったドラマ『恐竜とおじいちゃん』（2009年12月23日、NHK-BShi） - おじいちゃん役
- SOIL（2010年、WOWOW）
- ブカツ道「パシュっとな!」（2010年4月、WOWOW）
- 秘密（2010年11月19日・12月10日、テレビ朝日）
- 誰(タレ)よりも君を愛す!（2011年4月17日、テレビ静岡） - 宇那木長兵衛 役
- ドキュメンタリードラマ・似顔絵捜査官001号（2012年3月11日、NHK BSプレミアム） - 松さん（絵描き）役
- カエルの王女さま（2012年5月10日、フジテレビ） - 鴻池 役
- 好好!キョンシーガール〜東京電視台戦記〜（2012年10月12日、テレビ東京） - 本人役
- 遅咲きのヒマワリ〜ボクの人生、リニューアル〜（2012年10月 - 12月、フジテレビ） - 大河内欣治 役
- あぽやん〜走る国際空港（2013年2月14日、TBS） - 達川社長 役
- リアル脱出ゲームTV 〜The Chase〜（2013年4月5日、TBS） - ジーさん役
- 金曜プレステージ『事件屋稼業』（2013年5月17日、フジテレビ） - 白川秀夫 役
- 刑事110キロ（2013年5月30日、テレビ朝日） - 小畑八郎 役
  - 刑事110キロ 第2シリーズ 第5話（2014年5月29日）
- サザエさん アニメ＆ドラマで2時間半SP（2013年12月1日、フジテレビ） - 裏のおじいちゃん 役
- 田上トパーズ!（2013年12月11日、NHK BSプレミアム） - 水島昭雄 役
- 紙の月（2014年1月 - 2月、NHK） - 平林孝三 役
- なぞの転校生（2014年1月 - 3月、テレビ東京） - 江原正三 役
- 慰謝料弁護士〜あなたの涙、お金に変えましょう〜（2014年2月13日、読売テレビ） - 諏訪幸造 役
- 軍師官兵衛 第12回（2014年3月23日、NHK） - 松永久秀役
- 世にも奇妙な物語 '14春の特別編『空想少女』（2014年4月5日、フジテレビ）
- 牙狼-GARO- -魔戒ノ花- 第12話（2014年6月20日、テレビ東京） - シュウジ 役
- あすなろ三三七拍子（2014年7月 - 9月、フジテレビ） - 権田勝利 役
- そこをなんとか2 第2話（2014年8月10日、NHK BSプレミアム） - 内海富三 役
- エンドレスアフェア〜終わりなき情事〜（2014年8月23日・30日、LaLa TV） - 猿渡 役
- キャロリング〜クリスマスの奇跡〜（2014年11月 - 12月、NHK BSプレミアム） - 大嶽正寛 役
- 保育探偵25時〜花咲慎一郎は眠れない!!〜 第4話（2015年2月6日） - 星野清三 役
- 怪奇恋愛作戦 第10話（2015年3月13日、テレビ東京） - 住職 役
- シメシ 第3話（2015年7月6日、MBS） - 網本勝男 役
- エンジェル・ハート（2015年10月 - 12月、日本テレビ） - ドク 役[17]
- 孤独のグルメ Season5 第7話（2015年11月14日、テレビ東京） - 老人客・吉田 役
- クロスロード（2016年2月 - 3月、NHK BSプレミアム） - 及川五郎 役
- カルテット 第8話（2017年3月7日、TBS） - 根本 役
- やすらぎの郷（2017年4月 - 9月、テレビ朝日） - 真野六郎 役
- アンナチュラル 第8話（2018年3月2日、TBS） - ヤシキ 役
- ラストチャンス 再生請負人（2018年7月 - 9月、テレビ東京） - 占い師 役[18]
- やすらぎの刻〜道（2019年4月‐2020年3月、テレビ朝日） ‐ 真野六郎/ハゲ（晩年期） 役
- 絶メシロード 第6話（2020年2月29日、テレビ東京） - 芝田守康 役
- 藤子・F・不二雄 SF短編ドラマ シーズン3「ミラクルマン」（2025年3月25日、NHK BSプレミアム4K）[19]

### 映画
- 若い娘たち（1958年） - 田中誠三 役
- 三代目 魚河岸の石松（1958年） - ロカビリー歌手 役
- 続々サラリーマン出世太閤記（1958年） - ロカビリーの歌手 役
  - サラリーマン出世太閤記・完結篇 花婿部長No.1（1960年） - 海野 役
- 頑張れゴキゲン娘（1959年） - ゆかりの相手の男 役
- 檻の中の野郎たち（1959年） - 三木ミッキー 役
- 暗黒街シリーズ
  - 暗黒街の顔役（1959年） - 辰 役
  - 暗黒街の対決（1960年） - 殺し屋・杉野 役
  - 暗黒街の弾痕（1961年） - 三木 役
  - 顔役暁に死す（1961年） - 佐野 役
- 野火（1959年） - 兵隊 役
- 独立愚連隊（1959年） - 運転手
  - 独立愚連隊西へ（1960年） - 右翼の兵隊 役
- 青春を賭けろ（1959年） - 司会者 役
- 落語天国紳士録（1960年） - 小僧芳三 役
- 大学の山賊たち（1960年） - ギネ 役
- 姉さん女房（1960年） - 野々宮広吉 役
  - 駄々っ子亭主 続姉さん女房（1960年） - 野々宮広吉 役
- 僕は独身社員（1960年） - 遠山繁男 役
- サラリーマン奥様心得帖（1961年） - 矢代啓吉 役
- うるさい妹たち（1961年） - 浅井 役
- 猫と鰹節（1961年） - ポチ 役
- 山河あり（1962年） - 次男・明 役
- どぶ鼠作戦（1962年） - 大森見習士官 役
- 真田風雲録（1963年） - 由利鎌之助 役
- にっぽん実話時代（1963年） - 柏谷秀彦 役
- 用人棒市場（1963年） - 矢車の清吉 役
- 悪魔のようなすてきな奴（1965年） - 金ちゃん 役
- 虹をつかむ恋人たち（1965年）南吾郎 役
- V・マドンナ大戦争（1985年） - クラブ「ホライズン」のマスター 役
- ジャズ大名（1986年） - アマンド 役
- …これから物語 〜少年たちのブルース〜（1988年） - 須波 役
- ガンヘッド（1989年）[20] - バンチョー 役
- 真夏の地球（1991年） - マスター 役
- 8マン・すべての寂しい夜のために（1992年） - 殺し屋 役
- 黄昏のアインシュタイン（1994年） - 父親 役
- プロゴルファー織部金次郎2 パーでいいんだ（1994年） - 秋月の幽霊 役
- キャンプで逢いましょう（1995年） - 司祭 役
- ふうせん2（1995年） - 一越大蔵 役
- KAMIKAZE TAXI（1995年） - 亜仁丸 役　『キネマ旬報賞』助演男優賞
- 極道戦国志 不動（1996年） - 殺し屋 役
- スワロウテイル（1996年） - 医者 役
- バウンス ko GALS（1997年） - 老紳士 役
- WiLd LIFe（1997年） - 津村健三 役
- 出現!東京龍 TOKYO DRAGON（1997年） - 黒田茂丸 役
- そして天使は歌う　ぼ・ぼ・僕らは正義の味方（1997年、喰始監督） - 月光大使 役[21]
- お墓がない!（1998年） - おでん屋のおやじ 役
- 花のお江戸の釣りバカ日誌（1998年） - 浪人 役
- AQUARIUM（1998年） - 金魚 役
- あの、夏の日〜とんでろ じいちゃん〜（1999年） - 作兵衛 役
- 淀川長治物語神戸篇サイナラ（2000年） - 喜作 役
- マヌケ先生（2000年） - 孫三 役
- おしまいの日。（2000年） - 高橋 役
- 守ってあげたい!（2000年） - ドライバー 役
- 9-NINE/ナイン（2000年） - タバラ 役
- BACK STAGE/バックステージ （2001年） - 後藤昭二 役
- 赤い橋の下のぬるい水（2001年） - ヒゲ・釣りの老人 役
- 女帝 SUPER QUEEN（2001年） - 美濃村達吉 役
- 親分はイエス様（2001年） - 田村孝弘 役
- カウボーイビバップ 天国の扉（2001年） - ラシード 役[22]（声の出演）
- 荒ぶる魂たち（2001年） - 横溝孝則 役
- 百合祭 （2001年） - 三好輝治郎 役
- AIKI（2002年） - 宮司 役
- 昭和歌謡大全集（2002年） - 重鎮の老人一 役
- 笑う蛙（2002年） - 相沢紀一郎 役
- ハート・オブ・ザ・シー（2003年） - 高橋源次郎 役
- ぷりてぃ・ウーマン（2003年） - ペンキ屋
- 死に花（2004年） - 黒井順一 役
- IZO（2004年） - 重鎮の老人一 役
- オーバードライブ（2004年） - 五十嵐五郎 役
- 禁断の事件簿 ストーカーを愛した女（2004年） - 田中修三 役
- プチ美人とお金（2004年、NETCINEMA.TV）
- カスタムメイド10.30（2005年） - 神様 役
- 13の月（2006年）
- SS エスエス（2008年） - 西山社長 役
- 映画 クロサギ（2008年） - 偽造手形職人 役
- 純喫茶磯辺（2008年） - 本郷 役
- パンドラの匣（2009年） - 場長 役
- 真幸くあらば（2010年） - 死刑囚 役
- 老人の恋　紙の力士（2010年10月） - 主演・石川省吾 役
- デッドボール（2011年） - 父親 役
- 日輪の遺産（2011年） - マイケル・エツオ・イガラシ（元在日アメリカ軍司令） 役
- ロボジー（2012年1月14日、矢口史靖監督） - 鈴木重光 役（主演、五十嵐信次郎名義としての初仕事）
- 営業1∞万回（2012年3月、濱谷晃一監督　第4回沖縄国際映画祭出展作品）_ 斎藤のおじいちゃん 役
- 百年の時計（2012年10月20日、金子修介監督） - 安藤行人 役
- さよならドビュッシー（2013年1月26日、利重剛監督） - 香月玄太郎 役
- ゴッドタン キス我慢選手権 THE MOVIE（2013年6月28日、佐久間宣行監督） - 情報屋　役
- 地獄でなぜ悪い（2013年9月28日、園子温監督）
- 忘れないと誓ったぼくがいた（2015年3月28日、堀江慶監督）
- 鏡の中の笑顔たち（2015年5月30日） - 野村幸太郎 役[23]
- シネマの天使 （2015年11月7日） - 謎の帽子の老人 役[24]
- 媚空 -ビクウ-（2015年11月14日） - 白海法師 役[25]
- ハッピーウエディング（2015年、片島章三監督）
- 溺れるナイフ（2016年、山戸結希監督） - 鉄男 役
- サバイバルファミリー（2017年、矢口史靖監督）
- 九月の恋と出会うまで（2019年、山本透監督） - 権藤 役
- 海辺の映画館―キネマの玉手箱（2020年7月31日、大林宣彦監督）
- 鳩の撃退法 (2021年8月27日、タカハタ秀太監督) - 房州老人 役
- 運命屋（2024年11月8日、森田と純平監督） - 主演・時雨奏 役 ※短編映画[26][27][3]

### バラエティ
- THE夜もヒッパレ（日本テレビ）
- ボクらの時代（2009年10月25日、フジテレビ） - 平尾昌晃、山下敬二郎と三人でトーク。
- 世界・ふしぎ発見!（2010年2月13日以降のゲスト、TBS）
- スター☆ドラフト会議（2011年4月12日 - 2013年3月5日、日本テレビ） - レギュラー（イジリ隊→スター☆アドバイザー）
- TV・局中法度!（2012年10月 - 2013年3月、テレビ神奈川・千葉テレビ放送・テレビ埼玉・サンテレビジョン） - 松本良順役、「サンタがやってくる!」コーナーレギュラー

### NHK紅白歌合戦出場歴
| 年度/放送回               | 曲目         | 対戦相手   |
| ------------------------- | ------------ | ---------- |
| 1960年（昭和35年）/第11回 | 恋の片道切符 | 森山加代子 |

### ラジオ
- ヤング コネクション ポップアイランド（ラジオ関西）

### ラジオドラマ
- ぼくのまわりで楽しい音が（1961年）

### 書籍
- 「ジャパニーズ・ロックインタビュー集」(2010年ＴＯブックス発行)
- おれと戦争と音楽と（2012年1月14日、亜紀書房）ISBN 978-4750511290

### PV
- SoulJa「Dogg Pound」（2007年）
- SoulJa×Misslim「記念日・home」（2008年）
- AKB48「So long !」（2013年）

### ゲーム
- the FEAR （2001年） - ホームレス 役

### その他
- サタデー ナイト フィーバー：ザ ミュージカル（2003年）

- CM 日産ドラマinドラマ「あなたが追いつめる バカリーズムの兄弟」（2013年） - 森山 役
- ひるまえほっと (2024年11月27日)[28]

## ディスコグラフィー
「ミッキーカーチス&サムライ」名義で発売した作品はミッキーカーチス&サムライ#ディスコグラフィーを参照(1967年～1971年)。

### SP
- ミッキー・カーチスとクレージー・ウェスト /　月影のなぎさ／小熊のテデー（1958年2月。日本ビクター A-5228）
- ミッキー・カーチス / 君は我がさだめ／おおジュリー（1958年4月。日本ビクター A-5231。 B面のバックはブライト・リズム・ボーイズ）

### シングル
- ミッキー・カーチス / 君は我がさだめ／おおジュリー（1958年4月。日本ビクター AS-6014）
- ミッキー・カーチスとデューク・エイセス / 浮気なパトリシア／ファースト・ロマンス（1958年11月。日本ビクター AS-6019）
- 雪村いづみとミッキー・カーチス / 恋の片道切符／ミッキー・カーチス / おおキャロル（1960年2月。日本ビクター AS-6024）
- ミッキー・カーチスとブライト・リズム・ボーイズ / G.I.ブルース／イッツ・ナウ・オア・ネヴァー（1961年2月。日本ビクター VS-457）
- ミッキー・カーチスとブライト・リズム・ボーイズ / カレンダー・ガール（1961年6月。日本ビクター VS-507。B面は島田マリ「素敵なひととき」）
- ミッキー・カーチス / それだけの幸せ／また陽がおちる（1972年。ヴァーティゴ/日本フォノグラム FX-5）
- ミッキー・カーティス / みんなのアイドル／全ては時の流れるまま（1972年。ヴァーティゴ/日本フォノグラム FX-12）
- ミッキー・カーチス&ポーカーフェイス / 雨の日には・・・／スーパー・センチメンタル（1976年。ブラック/テイチク BC-1007）
- ミッキー・カーチス&ポーカーフェイス / 北風／知りたくないの（1976年。ブラック/テイチク BC-1036）
- ミッキー・カーチス / ヴァイブレイション／ここはオアシス（19??年。六本木シティ/日本フォノグラム FW-2509）
- 平尾昌晃、ミッキー・カーチス、山下敬二郎 / 上陸！ロックン・ロール・タイフーン／聖者の行進（1977年6月。CBS/SONY 08SH-158）A面は1950年代〜1960年代のロックンロールのヒット曲のメドレー。平尾昌晃、山下敬二郎と共演
- Bryan Curtis / One Way Ticket（1989年。Brian Curtis Records BCM-001。）

- KANREKIロック／ダンシン ワルツ（1998年6月24日。PANAM/日本クラウン CRDP-190。作詞：高田文夫、作曲：ミッキー・カーチス）

### EP
- ミッキー・カーチスとクレージー・ウェスト / 森の小径～好きだった～月影のなぎさ～小熊のテデー（1958年3月。日本ビクター EV-2011）

### アルバム
- ミッキー・カーチスとアイビー・ファイブ / 土曜はミッキーと（1958年7月。日本ビクター LV-21）
- ミッキー・カーチス / ミッキーの童謡（1961年3月。日本ビクター LV-181）
- 高山礼至、ミッキー・カーチスとシティ・クローズ / 魅惑のアコーディオン（1962年11月。日本コロムビア ALS-163）
- ミッキー・カーチスとシティー・クローズ / リズムで踊ろう（1963年2月。東芝音楽工業 JPO-1263）
- ミッキー・カーチスとシティー・クローズ / 今宵浜辺で（1963年4月。東芝音楽工業 JPO-1273）
- ミッキー・カーチスとシティー・クローズ / ミュージカル・ヒット・パレード（1964年3月。日本ビクター SLJ-5082）
- ミッキー・カーチス / 耳（1972年。ヴァーティゴ/日本フォノグラム FX-8602）
- 平尾昌晃、ミッキー・カーチス、山下敬二郎 / ロックンロール～甦るロカビリー3人男（1972年11月。キング SKW-53/4）
- ミッキー・カーチス&ポーカーフェイス / ファースト・ゲーム（1976年。ブラック/テイチク BAL-1008）
- ミッキー・カーチス&ポーカーフェイス / スーパー・センチメンタル（1976年。ブラック/テイチク BAL-1017）
- ミッキー・カーチス&ポーカーフェイス / マラカイボ・マジック（1976年。ブラック/テイチク BBL-2004）
- ミッキー・カーチス&ポーカーフェイス / ロックン・ロール・スペシャル（1977年。ブラック/テイチク BBL-2007。カバーアルバム）
- ミッキー・カーチス&ポーカーフェイス / ロックン・ロール・スペシャル Vol.2（1977年。ブラック/テイチク BBL-2009。カバーアルバム）
- ミッキー・カーチス&ポーカーフェイス / カントリー・スペシャル（1977年。ブラック/テイチク BBL-2012。カバーアルバム）
- ミッキー・カーチス&ポーカーフェイス / ロックン・ロールハリケーン（19??年。六本木シティ/日本フォノグラム S-5005。ライブ・アルバム）
- 平尾昌晃、ミッキー・カーチス、山下敬二郎 / 甦るロカビリー3人男（1977年。キング SKM-1410/1）
- ミッキー・カーチス&山本剛 / オータム・コレクション（1990年。Brian Curtis Records BCM-0100）
- ミッキー・カーチス / FROM THE MOON FOR THE TREES JUST ROCK'N ROLL（1994年10月5日。BMGビクター BVCR-3103/4。40周年記念アルバム）
- ミッキー・カーチス / Mr.RAINBOW（1996年8月21日。BMGビクター BVCR-766）
- ミッキー・カーチス / The CRAZYCURTIS Band（2005年12月1日。TRCL-0026）

### プロデュース
- 「ルイジアンナ」キャロル（1973年）
- 「ファンキー・モンキー・ベイビー」キャロル（1973年）
- 「GAROファースト」ガロ（1971年）
- 「GARO2」ガロ（1972年）

### スーパーヴィジョン
- 「D.M.」荒木一郎[29]、実質的なサウンド・プロデューサー

## 演じた俳優
- 城田優 - 「ザ・ヒットパレード〜芸能界を変えた男・渡辺晋物語〜」（2006年フジテレビ）